# مقلد بزرگ
مقلد بزرگ به بیماری‌هایی گفته می‌شود که دارای نشانه‌های مخصوص خود نیستند و ممکن است که با سایر بیماری‌ها اشتباه شوند. این بیماری‌ها شامل:
- انواع سرطان[۲]
- بیماری‌های مختلف روماتولوژی، از جمله:
  - فیبرومیالژیا[۳]
  - آرتریت پسوریاتیک[۴]
  - لوپوس اریتماتوس[۵]
    - لوپوس منتشر[۶][۷]

  - سارکوئیدوز[۸]
- ام‌اس[۹]
- بیماری سلیاک[۱۰]
- بیماری آدیسون[۱۱]
- آمبولی ریه[۱۲]
- انواع عفونت، شامل:
  - سیفلیس[۱۳]
  - بیماری لایم[۱۴]
  - نوکاردیوز[۱۵]
  - سل[۱۶]
  - تب مالت
  - مالاریا[۱۷]
- هیپوگلیسمی به عنوان مقلد سکته مغزی
- آمیلوئیدوز
- فئوکروموسیتوما
- چندین بیماری مربوط به شکم:
  - آپاندیسیت
  - پانکراتیت